# 蜈蚣精
蜈蚣精，是台灣的蜈蚣妖怪，全身翠綠色的鱗片，口水有猛烈毒性。

## 傳說
某豪宅家族，已連續4、5年，每年中秋後第二天，家中就有人莫名其妙的死亡，有一高僧偶然在中秋之前經過豪宅，感覺到屋內的妖氣，便向屋主表示願代為除妖，高僧進屋，果然發現豪宅正上方的大樑上有一隻百年大蜈蚣精，全身翠綠色的鱗片，牠的口水有猛烈毒性，就是造成此家人死亡的原因，最後被高僧殺死。。

## 關連項目
- 大百足